# Велике іллірійське повстання
Велике іллірійське повстання інша назва — «Війна двох Батонів» (лат. Bellum Batonianum) — велике повстання іллірійських та паннонійських племен (бревків, десідіатів, далматів, андізетів, паннонійців, лібурнів, пірустів, яподів), яке тривало з 6 до 9 року н. е., що стало однією з причин завершення римської експансії на північ.

## Передумови
Іллірік вважався римською провінцією з часів Римської республіки, повне підкорення його було складним і не особливо актуальним завданням, яке дісталася у спадок Римської імперії. У 35—33 роках до н. е. легіони Октавіана вели там військові дії, але це було продиктовано інтересами боротьби з Марком Антонієм, що насувалася. Римські війська не втягувалися в затяжні бої і справа обмежилася захопленням прибережної смуги.
Завдання повного підкорення цього регіону з виходом римських легіонів до Дунаю була поставлена Августом після завершення завоювань в Альпах, а вирішена в ході так званої Паннонської війни 12—9 років до н. е.
Підкорення Ілліріка в цей період було значною мірою номінальним: римляни обмежилися захопленням основних комунікацій, а ліквідація всіх осередків опору і будівництва військових доріг для проникнення в глибину країни відкладалися на майбутнє.
Спочатку планувалося повністю підкорити германські племена, в першу чергу державу маркоманів Маробода. Римські війська перебували всього в п'яти денних переходах від ворога, коли у них в тилу вибухнуло повстання, яке змусило терміново скасувати кампанію і з Марободом укласти мир, адже повстання не тільки поставило під сумнів римське панування на Балканах, а й створювало загрозу безпосередньо Італії.

## Хід подій
Повстання 6—9 років було небезпечно для римлян не лише своїм обсягом, проти Риму повстали ауксіліарні частини його власної армії, супротивник володів римським озброєнням і римським вишколом. Повстання було ретельно підготовлено, і племена по всій території Далмації і Паннонії брали участь у змові. Очолили їх Пінет, вождь паннонійців, Батон, вождь бревків та Батон, вождь десідіатів.
Ініціатива виступу належала тим ауксіліарним частинам, що були зібрані як підкріплення для армії намісника Іллірика Валерія Мессаліна, який вже вирушив на з'єднання з Тиберієм. Бунтівники розгромили виставлені проти них нечисленні римські війська, а перший успіх миттєво змусив взятися за зброю весь Іллірик. По всій території, охопленій повстанням, були знищені римські вексилярії, також були знищені цивільні римські громадяни.
Загальна чисельність племен, які взяли участь у повстанні, склала близько 800 тис. осіб. Збройні сили, виставлені повстанцями становили 200 тис. піхоти і 9 тис. кінноти.
Повстанці діяли за єдиним планом: вони розділили свої збройні сили на три частини, одна з яких повинна була залишатися на місці для оборони охопленої повстанням території, інша вдерлася до Македонії, третя призначалася для наступу на Італію. Проте намір напасти на Італію було суто декларативним, хоча імператор Август вкрай стривожився і навіть заявив в сенаті, що якщо не вжити термінових заходів, то противник через десять днів може стояти під стінами Риму.
Але реальна координація дій і керованість військ повстанців була не на висоті. Замість негайного вторгнення всієї (або хоча б більшої частини) свого війська в майже беззахисну Італію іллірійці віддали перевагу більш близьким цілям, напавши на Македонію та узбережжю Адріатики. Спочатку їм супроводив успіх, але в цей час здібний очільник повстанців — десідіат Батон тимчасово вибув з ладу, бо був важко поранений при облозі Салони.
Тиберій, отримавши повідомлення про початок повстання, зумів оцінити масштаби небезпеки і прийняв негайні заходи. Він знову продемонстрував свій дипломатичний талант, зумівши в критичний для Риму момент утримати Маробода від виступу на боці повсталих. Уклавши мир з Марободом і убезпечивши тим самим себе від удару з тилу, Тиберій маршем вирушив у зворотний шлях, прагнучи в першу чергу перекрити ворогові дорогу до Італії. Десідіат Батон зміг розгадати план римлян і виступив їм назустріч, прагнучи насамперед розтрощити їх авангард, яким командував Валерій Мессаліи. Втім римлянам вдалося пробитися, лише застосувавши військову хитрість.
Війська на чолі із Тиберієм зуміли прорватися до Сисції (сучасний Сисак) — місто на р. Саві, що контролює провідні на захід комунікації, чим врятував Італію. Втім стратегічна ініціатива протягом 6 року цілком належала повстанцям. Навіть їхні окремі невдачі — в Паннонії їм не вдалося взяти Сірмій — на допомогу обложеним прийшов намісник сусідній Мезії Цеціна Север. Бої супроводжувалися великими втратами з римською сторони, і вони не могли перешкодити розростанню повстання. Цеціна Север вимушений відступити у свою провінцію, на яку напали даки і сармати, Тіберій і Мессаліни обороняли Сисцію.
Імператор Август провів надзвичайний військовий набір, знову закликав до зброї ветеранів та викупив у приватних осіб молодих і здорових рабів для зарахування до армію. На чолі цього війська відправлено квестора Веллея Патеркул.
На початку 7 року з новобранцями, теж покликаними в примусовому порядку з вільнонароджені і вільновідпущеників, Август направив до Тиберія Германіка. Спроба останнього зробити наступальні дії не вдалися, а сам Тиберій разом з армією виявився одного разу замкненим у горах і був приречений на загибель, якби десідіат Батон не випустив його з пастки. Проте того ж року ситуація почала змінюватися, коли на арену військових дій почали стягуватися війська з інших провінцій. На допомогу Тиберію були викликані війська з Мезії під головуванням Авла Цеціни Севера і «із заморських провінцій» 5 легіонів з допоміжними частинами та фракійської кіннотою, якими керував Плавцій Сільван. До Сисції римлянам довелося пробиватися з важкими боями. Повстанці, залишивши частину своїх військ діяти проти Тиберія, з рештою під керівництвом обох Батонів раптово атакували війська Севера і Сільвана. Спочатку римляни опинилися на межі розгрому: були розбиті і втекли когорти допоміжних військ з кавалерією, почали навіть відступати легіони. Управління боєм з римської сторони було втрачено, багато центуріонів та очільників маніпул і когорт загинуло або їх було поранено. Але мужність рядових легіонерів дозволило витримати натиск ворога і перейти в контратаку, перетворивши поразку на перемогу.
Після цього Тиберій відправив Цеіину Севера до Мезії — задля захисту провінції від даків та сарматів. Плавцію Сільвану надав 3 легіона, якого спрямовано до Сірмія, щоб зайнятися придушенням повстання в Паннонії, сам Тиберій атакував Далмацію. Тиберій розподілив війська по зимових таборах в різних частинах Іллірії, поставивши перед ними завдання — при першій можливості одночасно почати активні бойові дії.
У 8 році, скориставшись конфліктами між очільниками повстання, Плавцій Сільван та Тиберій придушили повстання у Паннонії, поділивши його на сектори та по черзі знищивши супротивника. За підсумками кампанії 8 року залишалися лише окремі осередки повстання у Далмації, тому імператор наказав відкликати Тіберія до Риму, передавши командування Германіка. Проте останній не зумів впоратися із завданням, війна затягувалася, до командування знову повернувся Тиберій.
Влітку 9 року після винищення племен перустів і десідіатів війна була завершена, після чого Германік повернувся до Риму. Римський сенат декретував тріумф Августу і Тиберію.